# Alexandr Raskatov
Alexandr Michailovitj Raskatov (ryska: Алекса́ндр Миха́йлович Раска́тов), född 9 mars 1953 i Moskva i dåvarande Sovjetunionen, är en rysk tonsättare.
Raskatov, som är son till en journalist vid tidskriften Krokodil, studerade komposition vid Moskvakonservatoriet för Albert Leman och Tichon Chrennikov. 1990 var Raskatov besökande kompositör vid Stetson University och 1998 i Lockenhaus. I början av 1990-talet bosatte han sig i Tyskland.
Raskatovs son, Valentin Raskatov, arbetar vid den ryska nyhetsbyrån Sputnik i Tyskland , som anses vara en "utländsk agent" i USA (https: //) www. svoboda.org/a/28860198.html).
Raskatovs musik är influerad av Modest Musorgskij och Anton Webern. Hans vokalmusik bygger ofta på texter av ryska poeter som Aleksandr Blok och Joseph Brodsky.

## Verk (urval)

### Opera
- The Pit and the Pendulum, efter Edgar Allan Poes novell med samma namn (1989–91)
- A Dog's Heart, efter Michail Bulgakovs roman (2008/09)

### Orkesterverk
- Night Hymns, kammarkonsert för piano och 11 instrumentalister (1982–84)
- Konsert för oboe och 15 stråkar (1987)
- Sex Psalmodien för viola, harpa och 15 stråkar (1990)
- Gens Extorris för piano och stråkar (2005)
- Steady Time, tre orkestrala mellanspel ur Modest Musorgskijs sångcykel  Songs and Dances of Death från 1877 (2007)

### Vokalmusik
- Circle of Singing för baryton och piano till text av Aleksandr Pusjkin och Fjodor Tiuttjev (2000)
- Let There Be Night, 5 fragment av Samuel Taylor Coleridge för kontratenor och stråktrio (1989)
- Gra-Ka-Kha-Ta för tenor och 4 slagverkare till text av Velimir Chlebnikov (1988)
- ... and meadows merge into the sky...  för sopran och stråkkvartett till text av Gennadij Ajgi, Jevgenij Baratynskij och Vasilij Zjukovskij (2004)
- Nunc Dimittis för mezzosopran, mansröster och orkester till text av Joseph Brodsky och Starets Siluan (2007)

### Kammarmusik
- Byline för cello och piano (1974)
- Little Tripdych för oboe (1975)
- Canti ' för viola (1978)
- Dramatic Games, cellosonat (1979)
- Vier Bagatellen för 2 violiner och fagott (1980)
- Invitation to a Concert för 2 slagverkare (1981)
- Pianosonat (1981)
- Remembrance of an Alpine Rose för 6 slagverkare, speldosa och tape (1982)
- Muta III för 3 flöjter (1986)
- Sentimental Sequences för 12 instrumentalister (1986)
- Two Pieces för kontrabas och piano (1986)
- Punctuation Marks för cembalo (1989)
- Illusion för slagverk (1990)
- Dolce far niente för cello och piano (1991)
- Before Thy Throne för violin och slagverk (1999)
- Ode to Valentine's Day för 8 celli och en flaska champagne (2004)
- Time of Falling Flowers för 6 instrumentalister (2006)